# Norbert Darabos
Norbert Darabos (ur. 31 maja 1964 w Wiedniu) – austriacki polityk, samorządowiec i działacz partyjny, parlamentarzysta, sekretarz generalny Socjaldemokratycznej Partii Austrii (SPÖ), w latach 2007–2013 minister obrony.

## Życiorys
W 1988 ukończył historię i nauki polityczne na Uniwersytecie Wiedeńskim. Działacz Socjaldemokratycznej Partii Austrii, w latach 1988–1991 był dyrektorem socjaldemokratycznego think tanku Dr.-Karl-Renner-Institut Burgenland. W 1991 starosta krajowy Burgenlandu Karl Stix powołał go na swojego rzecznika prasowego, funkcję tę pełnił do 1998. Od 1992 jednocześnie zasiadał w kuratorium Österreichischer Rundfunk. Od 1998 do 2003 był sekretarzem SPÖ Burgenland, a w latach 2003–2007 i ponownie od 2013 do 2015 sekretarzem generalnym federalnych struktur socjaldemokratów.
W latach 1987–2003 zasiadał w radzie gminy Nikitsch. Od 1999 do 2004 był posłem do landtagu, gdzie między 2000 a 2003 kierował klubem poselskim SPÖ. W 2004 objął mandat deputowanego do Rady Narodowej XXII kadencji. Ponownie do niższej izby austriackiego parlamentu wybierany w wyborach w 2006, 2008 i 2013.
Od stycznia 2007 do marca 2013 sprawował urząd ministra obrony w rządach, którymi kierowali Alfred Gusenbauer i Werner Faymann. Od lutego 2009 odpowiadał również za sprawy sportu. W 2015 złożył mandat poselski w związku z wejściem w skład regionalnego rządu Burgenlandu. Zasiadał w nim do 2019. W tym samym roku został prezesem centrum badawczego ASPR.